# Ringsberg
Ringsberg (dänisch: Ringsbjerg, angeldänisch: Ringsbjere) ist eine Gemeinde im Kreis Schleswig-Flensburg in Schleswig-Holstein. Im Gemeindegebiet liegen neben dem Hauptort Ringsberg die Ortschaften Ranmark und Süderholz (dänisch Sønderskov).

## Geographie
Die nahe der Ostsee gelegene Gemeinde ist staatlich anerkannter Erholungsort.

## Geschichte
Ringsberg wurde 1438 als „Ringhesberge“ erstmals erwähnt. Die Bedeutung des Ortsnamens ist nicht bekannt. Die Gemeinde Ringsberg wurde 1867 von der neuen preußischen Verwaltung eingerichtet. Bis zum Deutsch-Dänischen Krieg 1864 war der Ort administrativ Teil des Kirchspiels Munkbrarup (Munkbrarup Sogn) innerhalb der Munkbrarupharde. Bevor die Nordstraße (Bundesstraße 199) 1955 gebaut wurde, soll sich in Ringsberg ein Berg, von dem die Gemeinde ihren Namen erhielt, befunden haben. Der Namensteil Ring ist nicht eindeutig bestimmbar, eventuell geht er auf einen altertümlichen Fund oder eine ringförmige Steinsetzung zurück.
Die Kommunalreform von 1970, bei der das Amt Langballig gebildet wurde, sah zunächst vor, dass Ringsberg zur Nachbargemeinde Munkbrarup kommen sollte. Der damalige stellvertretende Bürgermeister Dietrich Caesar von Langballig, der später Bürgermeister und Amtsvorsteher von Langballig werden sollte, zog den Vergleich zu seinem römischen Namensvetter Gaius Iulius Caesar und dessen Kampf gegen das gallische Dorf von Asterix.
Im Jahre 2017 feierte die Gemeinde ihr hundertfünfzigjähriges Bestehen.

## Politik

### Gemeindevertretung
Bei der Kommunalwahl am 14. Mai 2023 wurden insgesamt neun Sitze vergeben. Von diesen erhielt die KWG Ringsberg sieben Sitze und die CDU zwei Sitze.

### Wappen
Blasonierung: „In Blau ein erhöhter, kegelförmiger goldener Berg, der mit einem aus vier Tragsteinen und einer Deckplatte bestehenden schwarzen Steingrab belegt ist. Darüber ein goldener Ring zwischen einer goldenen Garbe vorn und einem auswärts geneigten goldenen Eichenblatt hinten.“ Die Garbe repräsentiert den Gemeindeteil Ranmark, in dem die Landwirtschaft nach wie vor die Haupterwerbsgrundlage ist. Das Eichenblatt symbolisiert den Ortsteil Süderholz.

## Wirtschaft
Die gewerbliche Infrastruktur Ringsbergs wird durch Handwerksbetriebe und ein Transportunternehmen geprägt. Daneben finden sich Drugstore, Autohandel und -reparatur, Rohrleitungsservice, Tiefbau, Druckerei, Verlags- und Werbeberatung sowie eine Werbewerkstatt.
Fremdenverkehrsangebote bestehen durch vereinzelte Ferienwohnungen des Dorfes.
Seit 1999 ist Ringsberg staatlich anerkannter Erholungsort.

## Sehenswürdigkeiten
In der Liste der Kulturdenkmale in Ringsberg stehen die in der Denkmalliste des Landes Schleswig-Holstein eingetragenen Kulturdenkmale.
Bei Ringsberg befinden sich die Überreste der Fluchtburg Mögstedt. Von der Wasserburg in einem Waldgebiet sind nur noch Burggräben und Wallreste erhalten.